# Silvio Gigena
Silvio Gigena (Villa del Rosario, Provincia de Córdoba, 27 de febrero de 1975) es un ex-baloncestista argentino que hizo toda su carrera como jugador en el circuito del baloncesto profesional de Italia. Es hermano del también baloncestista Mario Gigena.

## Trayectoria
Gigena comenzó a jugar al baloncesto en Sociedad Italiana, un club de Villa del Rosario. Fue luego reclutado por Atenas, que lo sumó a su equipo juvenil. En 1992 se incorporó a Basket Livorno, equipo con el que haría su debut como profesional. A partir de allí desarrollaría una extensa carrera en Italia, actuando en diversas categorías y participando también de los torneos continentales al menos en tres ocasiones. 

### Clubes
| Club                      | País   | Año         |
| ------------------------- | ------ | ----------- |
| Bini Viaggi Livorno       | Italia | 1994 - 1998 |
| Kinder Bologna            | Italia | 1998        |
| Sony Milano               | Italia | 1999        |
| Scavolini Pesaro          | Italia | 1999 - 2005 |
| Pallalcesto Amatori Udine | Italia | 2005 - 2007 |
| Legea Scafati             | Italia | 2007        |
| Vanoli Soresina           | Italia | 2007 - 2009 |
| Amori Bologna             | Italia | 2009 - 2010 |
| Basket Massafra           | Italia | 2010 - 2011 |
| Assi Basket Ostuni        | Italia | 2011        |
| CUS Bari Pallacanestro    | Italia | 2011 - 2012 |
| Libertas Livorno          | Italia | 2012 - 2013 |

## Selección nacional
Gigena fue miembro de la selección de básquet de Argentina, integrando el plantel que se consagró campeón en el Sudamericano de 2001.